# Brachyurophis incinctus
Espèce
Synonymes
- Vermicella semifasciata incincta Storr, 1968
- Simoselaps incinctus (Storr, 1968)

Statut de conservation UICN

 LC  : Préoccupation mineure
Brachyurophis incinctus est une espèce de serpents de la famille des Elapidae.

## Répartition
Cette espèce est endémique d'Australie. Elle se rencontre dans le Territoire du Nord et dans l'Ouest du Queensland.

## Description
C'est un serpent venimeux.

## Publication originale
- Storr, 1968 : The genus Vermicella (Serpentes : Elapidae) in Western Australia and the Northern Territory. Journal of the Royal Society of Western Australia, vol. 50, p. 80-92.